# Tariácuri
Tariácuari (que vol dir "vent fort") és considerat el fundador de l'imperi purépetxa, el qual es va desenvolupar durant el Període postclàssic mesoamericà. Els límits de l'imperi es van estendre en la zona nord-oest de Mesoamèrica, territori que ocupa actualment l'estat mexicà de Michoacán.

## Antecedents
El territori que ocupés l'Imperi tarasco estava habitat per diferents pobles que parlaven diverses llengües des del pirinda-matlatzinca, otomí, mazahua i el purhé el majoritari. Durant el segle xiii nous grups de caçadors i recol·lectors van migrar cap a la zona del llac de Pátzcuaro. Entre aquests grups es trobava el clan dels uacúsecha, els qui eren comandats per Hireti-ticátame i procedien de Naranxan en la rodalia de Zacapu. El successor d' Hireti-ticátame va ser el seu fill Zicuirancha, qui va traslladar al clan a la zona que ocupa actualment Santa Fe de la Laguna, en el lloc es va relacionar amb els pescadors de Xarácuaro.

## Naixement i primers anys
Tariácuri va néixer en el segle xiv, la seva mare va ser una illenca de Jarácuaro i el seu pare va ser Pauácume II qui era un axamiecha, és a dir un «enviador» o sacerdot sacrificador. Però aquest va morir quan Tariácuri era molt petit, per la qual cosa va estar a cura de tres sacerdots els noms dels quals eren Chupítani, Nuriuan i Tacaqua. Per aquest motiu, Tariácuri va ser educat des de petit per a ser curití o sacerdot al servei del déu del foc Curicaueri.

## Campanyes bèl·liques
Sent encara jove, Tariácuri es va enfrontar a diversos pobles que el van derrotar i van obligar a abandonar Pátzcuaro. Es va refugiar a les muntanyes d'Hoata-Pexo per fugir molt aviat a Upapohuato. Es va relacionar amb Zurumban qui era el senyor de Tariaran, aquest el va enviar a un bosc des del qual va realitzar incursions a Terra Calenta. Paral·lelament els uacúsecha intentaven reprendre la possessió de Pátzcuaro, va ser llavors quan Tariácuri va aprofitar el moment i va guiar al seu poble per aconseguir l'anhelat objectiu.
Després de la reconquesta de Pátzcuaro, Tariácuri va planejar estendre el seu domini i quan el va aconseguir, va decidir dividir el seu territori. Al seu fill Hiquingare li va atorgar Pátzcuaro, al seu nebot Hiripan li va assignar Ihuatzio, i al seu nebot Tangaxoan li va correspondre Tzintzuntzan. Aquestes localitats van ser les capçaleres de l'imperi purhépetxa. Tariácuri va morir cap a 1420..